# Rokytov pri Humennom
Rokytov pri Humennom es un municipio del distrito de Humenné en la región de Prešov, Eslovaquia, con una población estimada a final del año 2024 de 287 habitantes.
Se encuentra ubicado al sureste de la región, cerca de los ríos Cirocha y Laborec (cuenca hidrográfica del río Tisza) y de la frontera con la región de Košice.

## Demografía
| Año        | 1994 | 2004     | 2014    | 2024    |
| ---------- | ---- | -------- | ------- | ------- |
| Población  | 354  | 303      | 304     | 287     |
| Diferencia |      | −14,40 % | +0,33 % | −5,59 % |

| Año        | 2023 | 2024    |
| ---------- | ---- | ------- |
| Población  | 294  | 287     |
| Diferencia |      | −2,38 % |